# Felix (tecknad serie)
Felix är en svensk-dansk tecknad serie skapad av svensken Jan Lööf, som tecknade den åren 1967–1973. Felix har en personlighet som påminner en aning om Tintin, då han är mycket ung och en aning opersonlig. 
Efter att Jan Lööf lämnade serien, övertogs den av Werner Wejp-Olsen. Därefter har Ole Munk Rasmussen (1976–1985), Jens Peder Agger, Per Sanderhage, Per Vadmand och Mårdøn Smet i olika konstellationer svarat för serien.
Serien publicerades för dagstidningen Politiken fram till 1986, då den 55:e och sista episoden avslutades. I Politiken avlöstes Felix sedan av Egoland (Olfax), skapad av Ivar Gjørup.

## Produktion

### Felix-historier

#### Av Jan Lööf
1. Felix på Stora Apön (58 strippar)
2. Felix och tidsmaskinen (160 strippar)
3. Felix och det stora upproret (200 strippar)
4. Felix och de flygande tefaten (118 strippar)
5. Felix och Fantomen (104 strippar)
6. Felix och varulven (114 strippar)
7. Felix i vilda västern (132 strippar)
8. Felix och Ben Hassans skatt (138 strippar)
9. Felix och meteoren (114 strippar)
10. Felix och Cecilia (132 strippar)
11. Felix i Afrika (124 strippar)

#### Av Werner Wejp-Olsen
12. Felix och guldmakaren (108 strippar)
13. Felix och det mekaniska monstret (84 strippar)
14. Felix möter Robin Hood (60 strippar)
15. Felix och den mystiska uppfinningen (96 strippar)
16. Felix och Van Gook-mediet (108 strippar)
17. Felix och oljekrisen (96 strippar)
18. Felix i Utopia (132 strippar)
19. Felix och delfinmysteriet (150 strippar)
20. Felix och försäkringsbedrägeriet (90 strippar)
21. Felix möter Konditionsmannen (60 strippar)
22. Felix i Mikropolis (108 strippar)
23. Felix och kung Salomos skatt (132 strippar)
24. Felix och Lord Peter Whimpy (84 strippar)
25. Felix och Hattman (60 strippar)

#### Av Werner Wejp-Olsen och Ole Munk Rasmussen
26. Felix och den nya energikällan (84 strippar)
27. Felix och drömsamhället (60 strippar)
28. Felix och lösningen på energiproblemet (90 strippar)
29. Felix och dockmakaren (84 strippar)
30. Felix och Bigfoot (96 strippar)
31. Felix och jultomten (83 strippar)
32. Felix och privatdeckaren Dix Dynamo (114 strippar)
33. Felix och amazonerna (90 strippar)
34. Felix och föryngringsmedlet (72 strippar)
35. Felix och kampen för världsfreden

#### Av Jens-Peder Agger och Ole Munk Rasmussen
39. Felix og våbensmuglerne
40. Felix og ketchupgassen
41. Felix og jagten på u-båden
42. Felix og det kemiske affald
43. Felix og kong Fido
44. Felix og kniplingemysteriet
45.

#### Av Per Sanderhage
46. Felix og de overjordiske

#### Av Per Vadmand och Ole Munk Rasmussen
47. Felix og Atomterroristerne
48. Felix og Gummihønen
49. Felix og den Forsvundne Beatmusik
50. Felix og Rumolympiaden
51. Felix og Kuruhamas Skat
52. Felix og vaffelisskandalen

#### Av Per Vadmand och Mårdøn Smet
53. Felix og Montana Johnson (72 strippar)
54. Felix og Sauerkraut-mafiaen (168 strippar)

### Albumutgåvor
Det finns även albumutgåvor av Felix-serierna, med annan numrering än den ovan. Exempelvis ser Carlsen Comics utgåva ut såhär (delvis på danska):
1. Felix och tidsmaskinen
2. Felix och det stora upproret
3. Felix och varulven
4. Felix och Cecilia
5. Felix i Afrika
6. Felix och Ben Hassans skatt (innehåller även Felix på Stora Apön)
7. Felix och den mystiska uppfinningen (innehåller även Felix och Lord Peter Whimpy)
8. Felix och den nya energikällan
9. Felix och jagten på U-båden (innehåller även Felix og det kemiske affald)
10. Felix och våbensmuglerne
11. Felix og de overjordiske
12. Felix och kong Fido
13. Felix og gummihønen
14. Felix og atomterroristerne (innehåller även Felix og den Forsvundne Beatmusik)
15. Felix og rumolympiaden (innehåller även Felix og vaffelisskandalen)